# Líders de la taquilla soviètica
Els líders de la taquilla soviètica són les pel·lícules visionades als cinemes soviètics pel nombre màxim d'espectadors durant el seu any de distribució.

## Líders absoluts entre les pel·lícules soviètiques
(Segons la llista del cinèfil Serguei Kudriàvtsev.)
| Núm. | Títol en català (traducció literal)                                 | Títol en rus                                      | Any de distribució | Estudi                | Espectadors (M) |
| ---- | ------------------------------------------------------------------- | ------------------------------------------------- | ------------------ | --------------------- | --------------- |
| 1    | Els pirates del segle XXI                                           | Пираты XX века                                    | 1980               | Gorki                 | 87,6            |
| 2    | Moscou no creu en les llàgrimes                                     | Москва слезам не верит                            | 1980               | Mosfilm               | 84,4            |
| 3    | El bràç de brilliant                                                | Бриллиантовая рука                                | 1969               | Mosfilm               | 76,7            |
| 4    | La captiva del Caucas, o Les noves aventures de Xúrik               | Кавказская пленница, или Новые приключения Шурика | 1967               | Mosfilm               | 76,5            |
| 5    | La boda a Malínovka                                                 | Свадьба в Малиновке                               | 1967               | Lenfilm               | 74,6            |
| 6    | La tripulació                                                       | Экипаж                                            | 1980               | Mosfilm               | 71,1            |
| 7    | L'operació "I" i altres aventures de Xúrik                          | Операция «Ы» и другие приключения Шурика          | 1965               | Mosfilm               | 69,6            |
| 8    | Escut i espasa                                                      | Щит и меч                                         | 1968               | Mosfilm               | 68,3            |
| 9    | Les noves aventures dels Venjadors Elusius                          | Новые приключения неуловимых                      | 1969               | Mosfilm               | 66,2            |
| 10   | Els matins són tranquils aquí                                       | А зори здесь тихие                                | 1973               | Gorki                 | 66,0            |
| 11   | L'home amfibià                                                      | Человек-амфибия                                   | 1962               | Lenfilm               | 65,4            |
| 12   | Els cavallers de la fortuna                                         | Джентльмены удачи                                 | 1971               | Mosfilm               | 65,0            |
| 13   | El campament va al cel                                              | Табор уходит в небо                               | 1976               | Mosfilm               | 64,9            |
| 14   | L'aliguer vermell                                                   | Калина красная                                    | 1974               | Mosfilm               | 62,5            |
| 15   | Afónia                                                              | Афоня                                             | 1975               | Mosfilm               | 62,2            |
| 16   | La corona de l'Imperi Rus, o Els Venjadors Elusius una altra vegada | Корона Российской империи, или Снова неуловимые   | 1973               | Mosfilm               | 60,8            |
| 17   | Ivan Vassílievitx canvia de professió                               | Иван Васильевич меняет профессию                  | 1973               | Mosfilm               | 60,7            |
| 18   | La madrastra                                                        | Мачеха                                            | 1974               | Mosfilm               | 59,4            |
| 19   | Idil·li d'oficina                                                   | Служебный роман                                   | 1978               | Mosfilm               | 58,4            |
| 20   | Guerra i pau                                                        | Война и мир                                       | 1966               | Mosfilm               | 58,3            |
| 21   | El destí                                                            | Судьба                                            | 1977               | Mosfilm               | 57,8            |
| 22   | El camp rus                                                         | Русское поле                                      | 1971               | Mosfilm               | 56,2            |
| 23   | L'alliberament                                                      | Освобождение                                      | 1970               | Mosfilm               | 56,1            |
| 24   | La petita Vera                                                      | Маленькая Вера                                    | 1988               | Gorki                 | 56,0            |
| 25   | Sportlotó-82                                                        | Спортлото-82                                      | 1982               | Mosfilm               | 55,2            |
| 26   | La gent d'esperit fort                                              | Сильные духом                                     | 1967               | Sverdlovsk            | 55,2            |
| 27   | La dona que canta                                                   | Женщина, которая поёт                             | 1979               | Mosfilm               | 54,9            |
| 28   | Els Venjadors Elusius                                               | Неуловимые мстители                               | 1967               | Mosfilm               | 54,5            |
| 29   | La taverna al carrer Piàtnitskaia                                   | Трактир на Пятницкой                              | 1978               | Mosfilm               | 54,1            |
| 30   | Petrovka 38                                                         | Петровка, 38                                      | 1980               | Gorki                 | 53,4            |
| 31   | Els oficials                                                        | Офицеры                                           | 1971               | Gorki                 | 53,4            |
| 32   | Les aventures d'Alí Babà i els quaranta lladres                     | Приключения Али-Бабы и 40 разбойников             | 1980               | Uzbekfilm/Índia       | 52,8            |
| 33   | El cavaller sense cap                                               | Всадник без головы                                | 1973               | Lenfilm/Cuba          | 51,7            |
| 34   | Trembita                                                            | Трембита                                          | 1969               | Sverdlovsk            | 51,2            |
| 35   | L'amor terrestre                                                    | Любовь земная                                     | 1975               | Mosfilm               | 50,9            |
| 36   | L'home des del bulevard de Caputxins                                | Человек с бульвара Капуцинов                      | 1987               | Mosfilm               | 50,6            |
| 37   | Daúria                                                              | Даурия                                            | 1972               | Lenfilm               | 49,6            |
| 38   | El regne de dones                                                   | Бабье царство                                     | 1968               | Mosfilm               | 49,6            |
| 39   | Les increïbles aventures dels italians a Rússia                     | Невероятные приключения итальянцев в России       | 1974               | Mosfilm/Itàlia        | 49,2            |
| 40   | La balada d'un hússar                                               | Гусарская баллада                                 | 1962               | Mosfilm               | 48,6            |
| 41   | El camí cap al Saturn                                               | Путь в Сатурн                                     | 1968               | Mosfilm               | 48,2            |
| 42   | Teheran-43                                                          | Тегеран-43                                        | 1981               | Mosfilm/França/Suïssa | 47,5            |
| 43   | E.E.: Esdeveniment excepcional                                      | ЧП – Чрезвычайное происшествие                    | 1959               | Dovjenko              | 47,4            |
| 44   | El patrimoni de la República                                        | Достояние Республики                              | 1972               | Gorki                 | 47,1            |
| 45   | El Don de plàcides aigües                                           | Тихий Дон                                         | 1957               | Gorki                 | 46,9            |
| 46   | No pot ser!                                                         | Не может быть!                                    | 1975               | Mosfilm               | 46,9            |
| 47   | Una història simple                                                 | Простая история                                   | 1960               | Gorki                 | 46,8            |
| 48   | Liubov Iarovaia                                                     | Любовь Яровая                                     | 1953               | Lenfilm               | 46,4            |
| 49   | La tragèdia optimista                                               | Оптимистическая трагедия                          | 1963               | Mosfilm               | 46,0            |
| 50   | Un viatge ratllant                                                  | Полосатый рейс                                    | 1961               | Lenfilm               | 45,8            |
| 51   | Sobre el Tisza                                                      | Над Тиссой                                        | 1958               | Mosfilm               | 45,7            |
| 52   | La Nit de Carnaval                                                  | Карнавальная ночь                                 | 1956               | Mosfilm               | 45,6            |
| 53   | La boda amb el dot                                                  | Свадьба с приданым                                | 1953               | Mosfilm               | 45,3            |
| 54   | L'última relíquia                                                   | Последняя реликвия                                | 1971               | Tallinnfilm           | 44,9            |
| 55   | La més encantadora i atractiva                                      | Самая обаятельная и привлекательная               | 1985               | Mosfilm               | 44,9            |
| 56   | Un post a la montanya                                               | Застава в горах                                   | 1953               | Mosfilm               | 44,8            |
| 57   | Ivan Brovkin a la terra verge                                       | Иван Бровкин на целине                            | 1959               | Gorki                 | 44,6            |
| 58   | Els menors d'edat                                                   | Несовершеннолетние                                | 1977               | Gorki                 | 44,6            |
| 59   | Amor i coloms                                                       | Любовь и голуби                                   | 1984               | Mosfilm               | 44,5            |
| 60   | Només els "vells" van al combat                                     | В бой идут одни «старики»                         | 1974               | Dovjenko              | 44,3            |
| 61   | La fletxa blava                                                     | Голубая стрела                                    | 1959               | Dovjenko              | 44,2            |
| 62   | La internoia                                                        | Интердевочка                                      | 1989               | Mosfilm               | 44,0            |

## Líders absoluts entre les pel·lícules estrangeres
(Segons la llista de Serguei Kudriàvtsev.)
| Núm. | Títol original o internacional    | Any de producció | País   | Espectadors (M) |
| ---- | --------------------------------- | ---------------- | ------ | --------------- |
| 1    | Yesenia                           | 1971             | Mèxic  | 91,4            |
| 2    | The Magnificent Seven             | 1960             | EUA    | 67,0            |
| 3    | Awara                             | 1951             | Índia  | 63,7            |
| 4    | Mackenna’s Gold                   | 1969             | EUA    | 63,0            |
| 5    | Spartacus                         | 1960             | EUA    | 63,0            |
| 6    | Bobby                             | 1973             | Índia  | 62,6            |
| 7    | The White Dress                   | 1974             | Egipte | 61,0            |
| 8    | Disco Dancer                      | 1983             | Índia  | 61,0            |
| 9    | Barood                            | 1976             | Índia  | 60,0            |
| 10   | Les Quatre Charlots mousquetaires | 1974             | França | 56,6            |